# Кубок Львівської області з футболу 2011
Кубок Львівської області 2011 року проводився Федерацією футболу Львівської області серед аматорських команд Львівщини. Матчі проходили в період з 15 травня по 23 вересня 2011 року. У змаганнях взяли участь 17 команд, які виступають у Прем’єр-лізі, Вищій та Першій лігах обласних змагань. Серед них 9 команд – представники Прем’єр-ліги (виділені жирним шрифтом). 
У фінальному поєдинку, який проходив на стадіоні СКА у Львові, чемпіони Львівщини із Футбольного клубу «Куликів» зустрілись з командою «Кар'єр» із села Торчиновичі Старосамбірського району. Матч завершився перемогою футболістів «Кар'єра». 

## Результати матчів кубка Львівської області.
|                   | Попередній етап   |                             | ⅛ фіналу                    |                           | Чвертьфінали              |                           | Півфінали            |                      | Фінал    |                      | ПЕРЕМОЖЕЦЬ           |
|                   |                   |                             |                             |                           |                           |                           |                      |                      |          |                      |                      |
|                   |                   | «Шахтар» Червоноград        |                             |                           |                           |                           |                      |                      |          |                      |                      |
|                   |                   |                             |                             | ФК «Самбір»               |                           |                           |                      |                      |          |                      |                      |
|                   |                   | ФК «Самбір»                 | ФК «Самбір»                 | 1:0                       | 1:0                       |                           |                      |                      |          |                      |                      |
|                   |                   |                             |                             |                           |                           | ФК «Самбір»               |                      |                      |          |                      |                      |
|                   |                   | «Прикарпаття» Старий Самбір | «Прикарпаття» Старий Самбір |                           |                           | 0:1, 4:1                  | 0:1, 4:1             |                      |          |                      |                      |
|                   |                   |                             |                             | «Карпати-2» Львів         |                           |                           |                      |                      |          |                      |                      |
|                   |                   | «Карпати-2» Львів           | «Карпати-2» Львів           |                           | 1:0                       |                           |                      |                      |          |                      |                      |
|                   |                   |                             |                             |                           |                           |                           |                      | «Кар'єр» Торчиновичі |          |                      |                      |
|                   |                   | «Водник» Львів              | «Водник» Львів              |                           |                           |                           |                      | 0:0, 1:0             | 0:0, 1:0 |                      |                      |
|                   |                   |                             |                             | «Скала-2» Моршин          |                           |                           |                      |                      |          |                      |                      |
|                   |                   | «Скала-2» Моршин            | «Скала-2» Моршин            | 3:0                       | 3:0                       |                           |                      |                      |          |                      |                      |
| «Сокіл» Борщовичі | «Сокіл» Борщовичі |                             |                             |                           |                           | «Кар'єр» Торчиновичі      | «Кар'єр» Торчиновичі |                      |          |                      |                      |
|                   |                   | ФСК «Яворів»                | ФСК «Яворів»                |                           |                           | 2:1, 2:0                  | 2:1, 2:0             |                      |          |                      |                      |
| ФСК «Яворів»      | ФСК «Яворів»      | 4:3                         | 4:3                         | «Кар’єр» Торчиновичі      | «Кар’єр» Торчиновичі      |                           |                      |                      |          |                      |                      |
|                   |                   | «Кар’єр» Торчиновичі        | «Кар’єр» Торчиновичі        | 2:1                       | 2:1                       |                           |                      |                      |          |                      |                      |
|                   |                   |                             |                             |                           |                           |                           |                      |                      |          |                      |                      |
|                   |                   | «Гірник» Соснівка           | «Гірник» Соснівка           |                           |                           |                           |                      |                      |          | «Кар'єр» Торчиновичі | «Кар'єр» Торчиновичі |
|                   |                   |                             |                             | «Карпати» Кам’янка-Бузька | «Карпати» Кам’янка-Бузька |                           |                      |                      |          | 2:0                  | 2:0                  |
|                   |                   | «Карпати» Кам’янка-Бузька   | «Карпати» Кам’янка-Бузька   | 4:1                       | 4:1                       |                           |                      |                      |          |                      |                      |
|                   |                   |                             |                             |                           |                           | «Карпати» Кам’янка-Бузька |                      |                      |          |                      |                      |
|                   |                   | «Сокіл» Золочів             | «Сокіл» Золочів             |                           |                           |                           | 4:1, 2:3             |                      |          |                      |                      |
|                   |                   |                             |                             | «Сокіл» Золочів           |                           |                           |                      |                      |          |                      |                      |
|                   |                   | «Рух» Винники               | «Рух» Винники               |                           | 2:2 д.ч. 3:2              |                           |                      |                      |          |                      |                      |
|                   |                   |                             |                             |                           |                           |                           |                      | ФК «Куликів»         |          |                      |                      |
|                   |                   | «Гарай» Жовква              | «Гарай» Жовква              |                           |                           |                           |                      | 1:0, 2:1             | 1:0, 2:1 |                      |                      |
|                   |                   |                             |                             | «Гарай» Жовква            |                           |                           |                      |                      |          |                      |                      |
|                   |                   | «Газовик-Хуртовина» Комарно | «Газовик-Хуртовина» Комарно | 2:0                       | 2:0                       |                           |                      |                      |          |                      |                      |
|                   |                   |                             |                             |                           |                           | ФК «Куликів»              |                      |                      |          |                      |                      |
|                   |                   | ФК «Куликів»                | ФК «Куликів»                |                           |                           | 2:0, 6:0                  | 2:0, 6:0             |                      |          |                      |                      |
|                   |                   |                             |                             | ФК «Куликів»              |                           |                           |                      |                      |          |                      |                      |
|                   |                   | ФК «Миколаїв»               | ФК «Миколаїв»               | 2:0                       | 2:0                       |                           |                      |                      |          |                      |                      |

### Фінал
Арбітр:  Грисьо Юрій.
Асистенти арбітра: Кравченко Віктор, Чулик Андрій.
Резервний арбітр: Шандор Олександр
 Делегат ФФЛ: Понайда Степан
 Голи:  34 ' Бобилєв Володимир;  89 ' Кудрявцев Владислав;
«Кар'єр» Торчиновичі: Чопик Тарас; Шуга Іван; Ільчишин Андрій; Родін Дмитро; Бобилєв Володимир (Фостаковський Богдан;  74');  Розлач Олександр; Колодій Іван; Миськів Василь (Кудрявцев Владислав;  85');  Кудінов Юрій; Гарас Олег; 
Запасні: Полюга Петро; Ковальчук Юрій; Паук Мар'ян; 
ФК «Куликів»: Венчак Олег; Денис Василь; Сидорко Віталій; Михальчук Ростислав; Брунець Руслан; Вірт Роман; Вергун Роман; Чернецький Олег (Марчук Олег;  69');  Краївський Ігор; Личак Роман; Балух Ігор; 
Запасні: Прищ Юрій; Рацький Володимир; Бойко Назар; Бубен Василь; Задорожний Андрій; 
Попередження:  39' Краївський Ігор;  80' Колодій Іван;  83' Гарас Олег;  83' Денис Василь.

## Інші кубкові турніри під егідоюФФЛО.
В 2011 році Федерацією футболу Львівської області було проведено традицій передсезонний (зимовий) Турнір пам’яті Ернеста Юста (де перемогу також святкували футболісти «Кар'єра»), Кубок ліги,  Суперкубок та Кубок чемпіонів Львівщини.

### Кубок Ліги Львівської області з футболу.
Кубок Ліги 2011 року проводився Федерацією футболу Львівської області серед аматорських команд Львівщини. У змаганнях виявили бажання взяти участь 14 клубів, які виступають у Прем’єр-лізі та Вищій лізі обласних змагань. Серед них 9 команд – представники Прем’єр-ліги (виділені жирним шрифтом). Але вже після жеребкування деякі клуби відмовились від участі в турнірі.
|                             | ⅛ фіналу                    |                             | Чвертьфінали  |                           | Півфінали     |                           | Фінал                     |             | ПЕРЕМОЖЕЦЬ  |
|                             |                             |                             |               |                           |               |                           |                           |             |             |
| «Карпати» Кам’янка-Бузька   |                             |                             |               |                           |               |                           |                           |             |             |
|                             |                             | «Карпати» Кам’янка-Бузька   |               |                           |               |                           |                           |             |             |
| «Прикарпаття» Старий Самбір | «Прикарпаття» Старий Самбір | +:-                         | +:-           |                           |               |                           |                           |             |             |
|                             |                             |                             |               | «Карпати» Кам’янка-Бузька |               |                           |                           |             |             |
|                             |                             | «Рух» Винники               | «Рух» Винники | 0:1, 2:1 д.ч.             | 0:1, 2:1 д.ч. |                           |                           |             |             |
| ФК «Сокаль»                 | ФК «Сокаль»                 |                             |               |                           |               | «Карпати» Кам’янка-Бузька | «Карпати» Кам’янка-Бузька |             |             |
|                             |                             |                             |               |                           |               | 1:1, 2:1                  |                           |             |             |
|                             |                             | «Скала-2» Моршин            |               |                           |               |                           |                           |             |             |
|                             |                             |                             |               | «Карпати-2» Львів         |               |                           |                           |             |             |
| «Карпати-2» Львів           | «Карпати-2» Львів           |                             |               |                           | +:-, +:-      |                           |                           |             |             |
|                             |                             | «Карпати-2» Львів           |               |                           |               |                           |                           |             |             |
| «Сокіл» Золочів             | «Сокіл» Золочів             |                             | 3:2, 6:0      |                           |               |                           |                           | ФК «Самбір» | ФК «Самбір» |
| «Гірник» Соснівка           | «Гірник» Соснівка           |                             |               |                           |               |                           |                           |             | 3:1, 2:2    |
|                             |                             | ФК «Самбір»                 |               |                           |               |                           |                           |             |             |
| ФК «Самбір»                 | ФК «Самбір»                 |                             | 2:2, 1:0      |                           |               |                           |                           |             |             |
|                             |                             |                             |               | ФК «Самбір»               |               |                           |                           |             |             |
|                             |                             | ФК «Куликів»                | ФК «Куликів»  |                           | 0:0, 1:1      |                           |                           |             |             |
|                             |                             |                             |               |                           |               | ФК «Самбір»               |                           |             |             |
| «Газовик-Хуртовина» Комарно | «Газовик-Хуртовина» Комарно |                             |               |                           |               | 0:0, 1:0 д.ч.             | 0:0, 1:0 д.ч.             |             |             |
|                             |                             | «Газовик-Хуртовина» Комарно |               |                           |               |                           |                           |             |             |
| ФСК «Яворів»                | ФСК «Яворів»                |                             | 4:1, ?        | ФК «Миколаїв»             | ФК «Миколаїв» |                           |                           |             |             |
| «Кар'єр» Торчиновичі        | «Кар'єр» Торчиновичі        |                             |               | 3:1, +:-                  | 3:1, +:-      |                           |                           |             |             |
|                             |                             | ФК «Миколаїв»               |               |                           |               |                           |                           |             |             |

### Суперкубок Львівської області.
Як і у фіналі Кубка, так і в матчі за Суперкубок зустрілися «Кар'єр» Торчиновичі  та ФК «Куликів». Але на цей раз у серії післяматчевих пенальті чемпіонові області вдалось взяти реванш за поразку в матчі на Кубок області. 
Арбітр:  Шандор Андрій
Асистенти арбітра: Кравченко Віктор, Якимик Ростислав
Резервний арбітр: Смольський Андрій
 Делегат ФФЛ: Понайда Степан
ФК «Куликів»: Венчак Олег; Денис Василь; Сидорко Віталій; Михальчук Ростислав; Брунець Руслан; Вірт Роман; Чернецький Олег (Марчук Олег;  73');  Вергун Роман; Краївський Ігор; Балух Ігор; Личак Роман; 
Запасні: Прищ Юрій; Бойко Назар; Бубен Василь; Задорожний Андрій;
«Кар'єр» Торчиновичі:  Чопик Тарас; Шуга Іван; Ільчишин Андрій; Родін Дмитро; Бобилєв Володимир (Лапко Микола;  46');  Розлач Олександр (Фостаковський Богдан;  71'); Колодій Іван (Кудрявцев Владислав;  86'); Миськів Василь;  Кудінов Юрій; Гарас Олег;  Чижевський Олександр; 
Запасні: Полюга Петро; Ковальчук Юрій; Сухнацький Мар'ян; 
Попередження:  18' Михальчук Ростислав;  38' Краївський Ігор;  60' Родін Дмитро;  80' Брунець Руслан.
Голи:  45' Вергун Роман;  79' Балух Ігор;  —  30' Колодій Іван;  77' Гарас Олег.
| ФК «Куликів»                                     | 3:1 | «Кар'єр» Торчиновичі |
| Михальчук Ростислав · Вергун Роман · Личак Роман |     | Гарас Олег ·         |

### Кубок чемпіонів Львівської області.
В 2011 році фінішував дев’ятий розіграш Кубка чемпіонів Львівщини, котрий стартував матчами в групах ще восени 2010 року. У змаганнях взяли участь 24 команди, чемпіони та призери районних чемпіонатів Львівської області. В турнірі були представлені 10 районів Львівської області. У фінал пробились представники Мостиського та Жовківського районів.